# Louis Blaize de Maisonneuve (1736-1825)
Pour les articles homonymes, voir Blaize.
Louis Blaize de Maisonneuve (Plounez 13 avril 1736 - Saint-Malo 4 mars 1825) est un armateur malouin.

## Biographie
Issu d'une famille originaire de Paimpol installée à Saint-Malo au XVIIIe siècle, Louis Blaize est le fils de Jean Blaize et de Mathurine Mahé (de la Bourdonnais). 
Il s'installe à Saint-Malo avant 1760 et devient l'un des principaux armateurs de la cité lorsqu'il est anobli « malgré lui » le 12 mai 1786 comme « sieur de Maisonneuve » pour avoir organisé des distributions de blé aux pauvres pendant les disettes de 1782 et 1785. Ses armes en font référence : « d'azur à une ancre d'argent, accompagnée de trois épis de froment d'or»
Pendant la Révolution française il est « connu pour ses idées très libérales », fonde la Chambre Patriotique de Saint-Malo en 1789 et il est un des Présidents du Conseil Permanent de Saint-Malo qui administre la municipalité entre juillet 1789 et février 1790. Directeur de district sous la Terreur il est vite soupçonné de modérantisme. Sommé d'héberger le représentant de la Convention Jean Baptiste Le Carpentier, ce dernier le menace de mort et lui extorque une partie de ses biens.
Il est le principal armateur des corsaires malouins sous le Premier Empire et fait entre autres affaires avec son gendre Robert Surcouf (armement du Revenant, du Napoléon, etc.). 
Il avait épousé en premières noces le 8 avril 1766 à Saint-Servan Jeanne Morin († 1767) puis le 19 mars 1771 à Étables-sur-Mer Marie-Catherine Fichet des Grèves (1750-1827) qui lui donne neuf enfants dont :
- Ange  (1778 - 1852), époux de Marie-Josèphe, sœur de Jean-Marie et de Félicité de Lammenais.
- Marie-Catherine (1779-1848) épouse de Robert Surcouf
- Louis (1784 - 1864)
- Victorine (1792-1869) épouse Nicolas Herbert de La Portbarré